# Jüdischer Friedhof (Obermoschel)

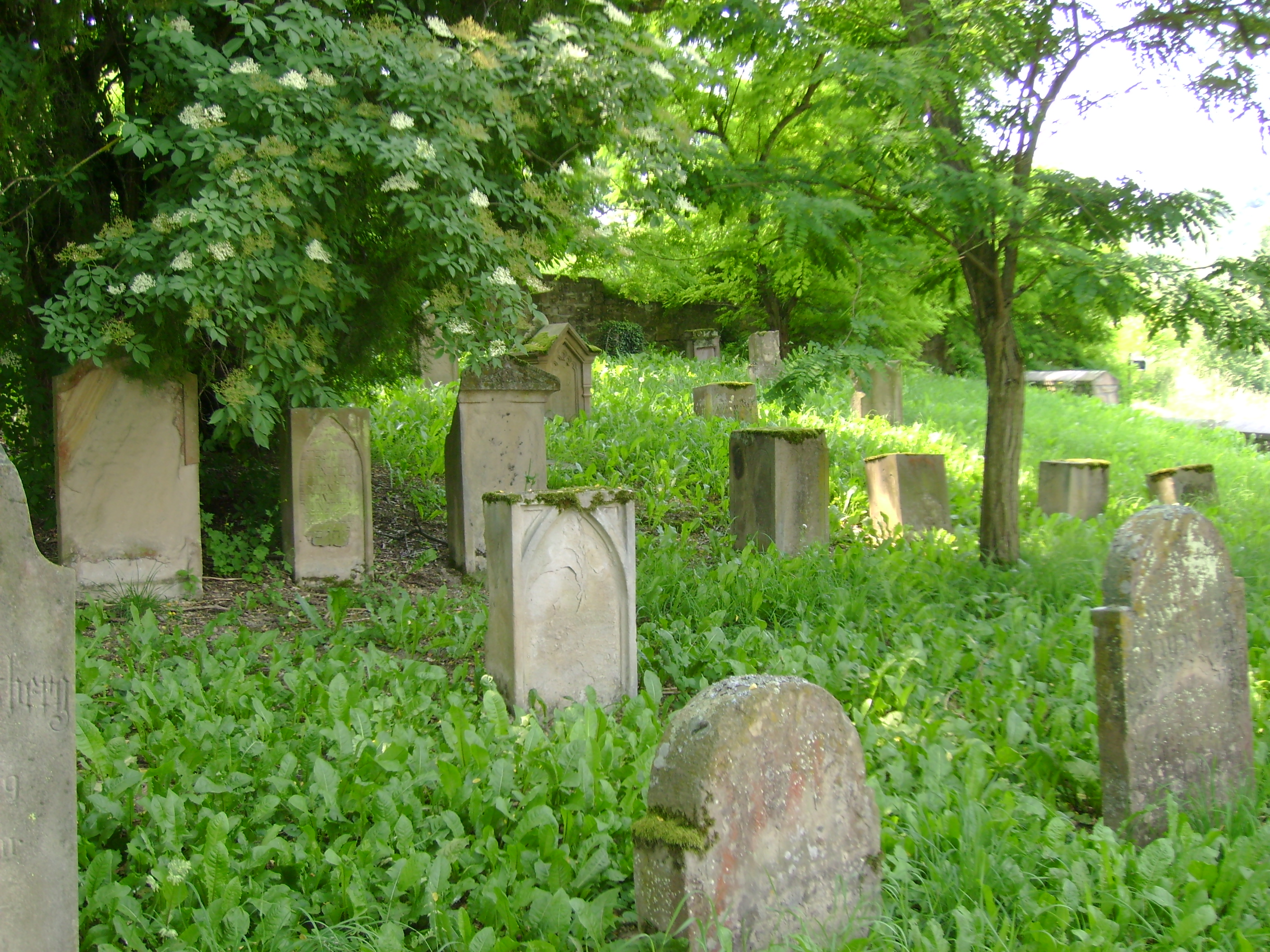
Jüdischer Friedhof Obermoschel (2010)

Der Jüdische Friedhof Obermoschel ist ein Friedhof in Obermoschel, einer Stadt im Donnersbergkreis in Rheinland-Pfalz. 
Der jüdische Friedhof liegt am Ortsrand südwestlich der Kirche „Am Scheeb“ in der Nähe der Feldstraße. Er wurde im Jahr 1819 angelegt und 1868 erweitert. Während der Zeit des Nationalsozialismus wurde er geschändet. Es sind etwa 70 Grabsteine des 19. und frühen 20. Jahrhunderts vorhanden.